# Sallanche
Pour les articles homonymes, voir Sallanches (homonymie).
La Sallanche ou Sallanches est une rivière française de Haute-Savoie, sous-affluent du Rhône par l'Arve. 

## Hydronymie
Le nom de Sallanches dérive, selon Ernest Nègre, Chalanche, un mot francoprovençal, d'origine probablement préceltique, désignant « pente raide qui sert de vouloir aux avalanches, fanc raviné d'une montagne ou encore une ravie »,,,,.
Le torrent est ainsi mentionnée en 1178 sous la forme Salanchia ou sa variante Chalanchia,.

## Géographie
Elle prend sa source à 2 000 m d'altitude dans la Combe des Fours à Sallanches. Elle rejoint l'Arve, également à Sallanches, ville à laquelle elle a donné son nom.
La longueur de son cours d'eau est de 10,1 km.

### Communes et canton traversées
La Sallanche ne traverse que deux communes dans le même canton de Sallanches, dans l'arrondissement de Bonneville : 
- Sallanches, Cordon.

### Toponyme
La Sallanche a un hydronyme identique à la commune de Sallanches.

## Affluents
La Sallanche a trois affluents contributeurs,
- Le Ruisseau du Brayon, de 2,3 km, sur la commune de Sallanches[8], rive gauche.
- Le Torrent des Fours, de 5 km, qui prend sa source au passage de la Grande Forclaz, entre le Grand-Bornand et Sallanches, et qui conflue sur la commune de Sallanches[9], rive gauche.
- Le Torrent de la Croix (dit également de la Frasse), de 8,7 km, qui traverse la commune de Cordon et se jette dans la Sallanche au centre-ville de Sallanches[10], rive droite.